# 鼓部
鼓部，為漢字索引中的部首之一，康熙字典214個部首中的第二百〇七個（十三劃的則為第三個）。就繁體和簡體中文中，鼓部歸於十三劃部首。鼓部只以上方為部字。且無其他部首可用者將部首歸為鼓部。

## 部首單字解釋
1.一種用皮蒙在圓筒上的敲擊樂器。參見「鼓」條目。
2.敲擊、彈奏。
3.振動。
4.拍擊。
5.脹大、凸起。
6.激發、激勵、勸勉。
7.揮動、煽動。
8.度量衡。容量名，一鼓相當於十二斛；衡量名，重四百八十斤稱一鼓。
9.病名，俗作臌。
10.姓。

## 字形

甲骨文
金文
大篆
小篆

## 字例
| 除部首外之筆劃 | 字例 |
| -------------- | ---- |
| 0              |      |
| 5              |      |
| 6              |      |
| 7              |      |
| 8              |      |
| 10             |      |
| 11             |      |
| 12             |      |